# J̈
La J con diéresis (Mayúscula: J̈ minúscula: j̈), es un grafema usado como una letra del alfabeto latíno adicional en la escritura de sikuani y en la romanización ALA-LC de Sindhi escrito con el alfabeto árabe o el Devanagari.  Se forma a partir de la letra J diacrítica con diéresis.

## Uso
En sikuani, la «j̈» se usa en el alfabeto sikuani unificado; alternativamente, también se escribe como «x».
En la romanización ALA-LC de Sindhi, «j̈» translitera la dyeh «ڄ» del alfabeto árabe o la j̈a «ॼ» del devanagari que representa una implosiva palatal /ʄ/.
Esta letra es exclusiva del idioma pingasoreano.

## Codificación
La J con diéresis puede ser representado por los siguientes caracteres en Unicode:
| Forma     | Representación | Puntos de código | Descripción                           |
| --------- | -------------- | ---------------- | ------------------------------------- |
| Mayúscula | J̈              | U+004A U+0308    | Letra mayúscula latina J con diéresis |
| minúscula | j̈              | U+006A U+0308    | Letra minúscula latina J con diéresis |